# Абиогенеза
Абиогенеза (от древногръцки „а-био-генезис“ – не биологичен произход) е термин, който се използва в биологията и означава пораждането на живот от нежива материя. Не бива да бъде бъркана с еволюция, която изучава измененията на живите организми във времето. Доказано е, че аминокиселините, често наричани „строителните кубчета на живота“, могат да се синтезират самопроизволно и по естествен път, вследствие на химични реакции, несвързани с живота.